# Astrid Engels
Astrid Engels (Coevorden, 17 maart 1941) is een Nederlandse beeldende kunstenares.

## Leven en werk
Engels studeerde na haar middelbareschoolopleiding Italiaans in Utrecht. Als beeldend kunstenaar is zij autodidact.
In 1965 werkte Engels mee aan televisieprogramma's over het Oude Egypte en in het bijzonder farao Toetanchamon, maar daarnaast presenteerde ze ook het muziekprogramma Fanclub. Gedurende de periode 1984 tot 1999 exposeerde zij in binnen- en buitenland. Zij won in 1992 de Movado Museum Prijs. Vanaf 2000 toont ze haar nieuwste werk uitsluitend via haar website en opent Engels haar eigen studio in Huizen voor bezichtiging en/of opdrachten.
Voor de verkiezingen voor het Europees Parlement van 22 mei 2014 was Engels verkiesbaar namens 50PLUS.

## Onderscheiding

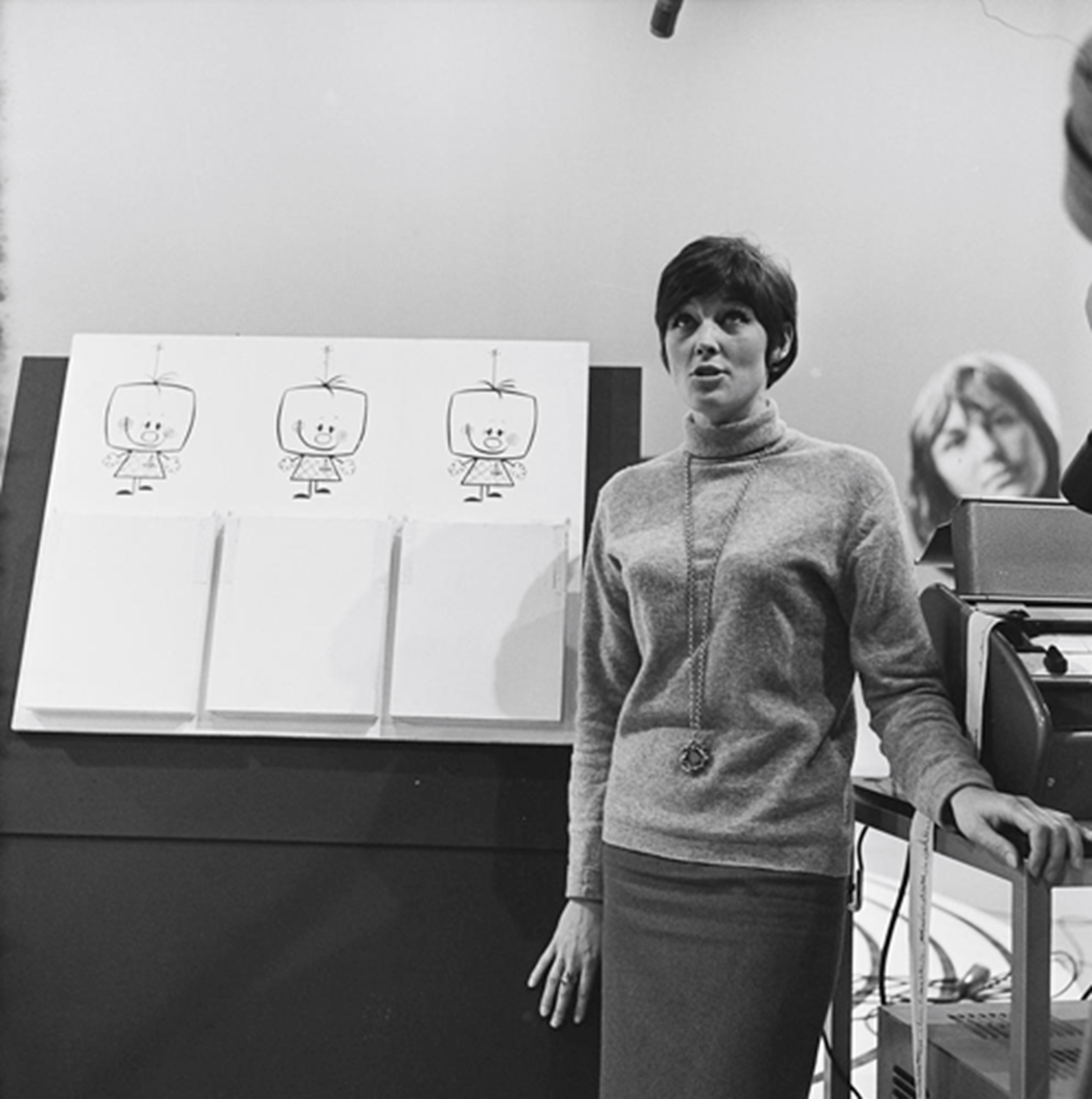
Astrid Engels als presentatrice van Fanclub, 1965

Op 17 mei 2009 werd Astrid Engels onderscheiden tot Ridder in de Orde van Oranje-Nassau.

## Publicaties
- Astrid Engels, De magie van het penseel (2009) - Schipper Art Productions, ISBN 978-90-7228-5126
- Astrid Engels, Egypt as Inspiration (2004) - PalArch Foundation Vol.1, Nr.3, pag. 8-12
- Bert Honders, Astrid Engels: Schilderijen: een penseelstreek als een fluistering uit een ver verleden (2001) - Baarn - ISBN 90-439-0219-5
- Patricia Nagelkerke en Saskia Wolda, De beroepspraktijk van beeldend kunstenaressen in Nederland 1898-1998 (1998) - Nijmegen - ISBN 90-6168-627-X
- Robert Roos, Astrid Engels: Songs of Eva (1995) - Utrecht
- Astrid Engels, Erik Hazelhoff Roelfzema jr., Where is Kaggen (1992) - Hapert - ISBN 90-74271-26-X
- Astrid Engels en Cherry Duyns, Noord-Holland in proza, poëzie & prenten (1992) - Huizen - ISBN 90-71334-50-3
- Frans Duister, Astrid Engels (1990) - Venlo - ISBN 90-6216-225-8